# Túnel de Braunston
El túnel de Braunston forma parte del canal Grand Union, y se halla aproximadamente a 830 yardas (759 m) al este de Braunston, Northamptonshire, Inglaterra, en lo que actualmente son las afueras del norte de Daventry. Tiene una longitud de 2042 yardas (1867 m). Construido por William Jessop y James Barnes, la galería carece de camino de sirga, y mide 4,8 metros (5,2 yd) de ancho por 3,76 metros (4,1 yd) de alto.

## Historia

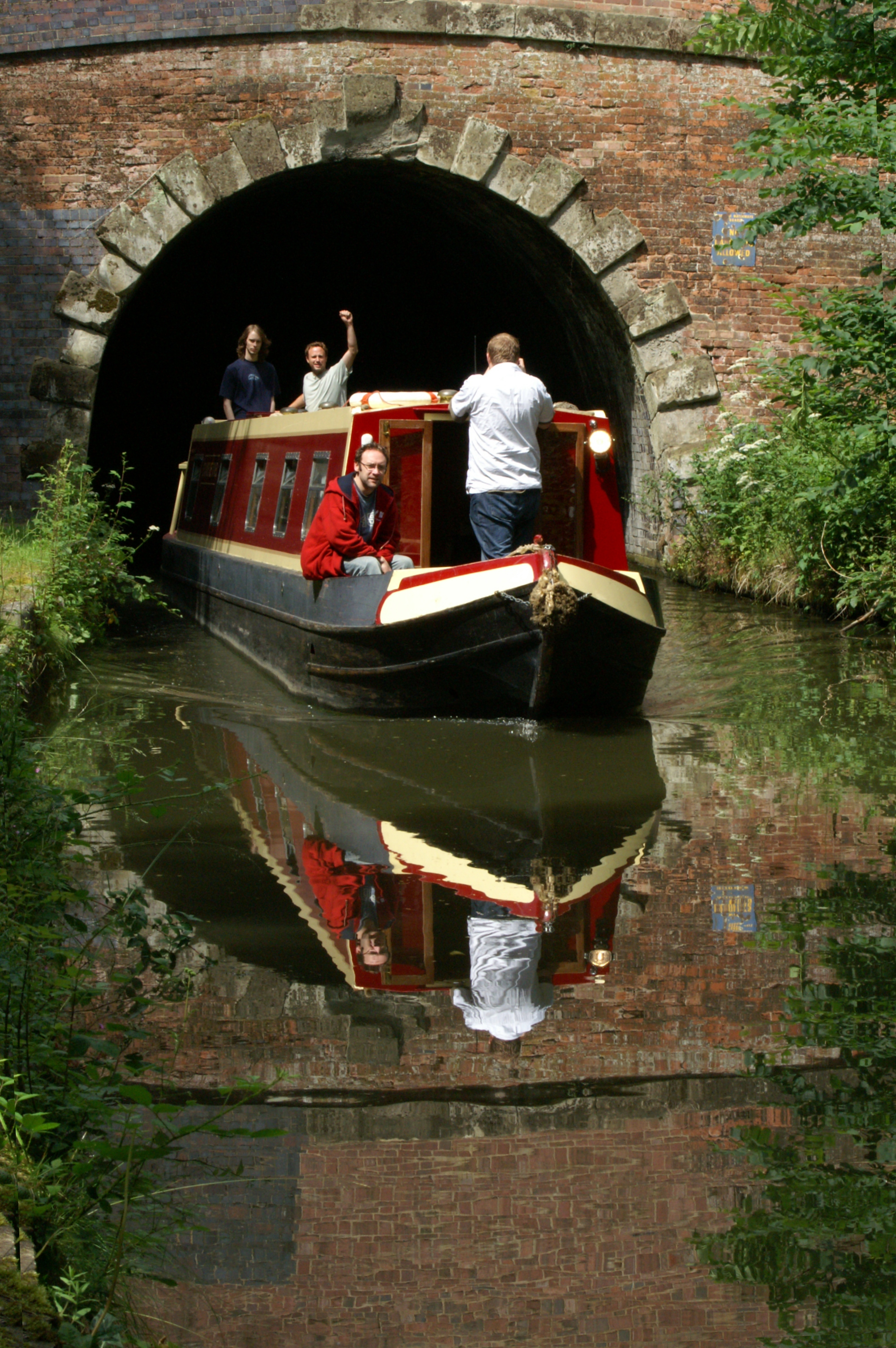
Boca este del túnel de Braunston

La obra del túnel se concluyó en 1796. Su construcción se retrasó por la inestabilidad de los materiales atravesados, lo que probablemente provocó que el trazado del túnel presente una ligera curvatura en forma de 'S'. Dispone de espacio suficiente para que se crucen dos embarcaciones de 7 pies (2,1 m) de manga. Cuenta con tres pozos de ventilación intermedios.
El túnel pasa bajo tierra junto a otro elemento del Canal Grand Union, el embalse de Drayton, desde donde se alimenta de agua al canal en el extremo este del túnel.

Con la apertura del túnel de Braunston, la línea se abrió desde el Canal de Oxford hasta Weedon Bec en junio de 1796. Sin embargo, el túnel de Blisworth continuó causando problemas y colapsó en enero de 1796. El canal se abrió desde Braunston a Blisworth en 1797.

## Características
| \| Punto \| Coordenadas (Con enlaces a mapas y fuentes de fotografías aéreas) \| \| ----------- \| ----------------------------------------------------------------- \| \| Boca oeste \| 52°17′04″N 1°11′05″O / 52.284569, -1.184721 \| \| Punto medio \| 52°16′58″N 1°10′21″O / 52.282915, -1.172447 \| \| Boca este \| 52°16′53″N 1°09′28″O / 52.281272, -1.157869 \| | Localización del centro del túnel                                 |
| Punto | Coordenadas (Con enlaces a mapas y fuentes de fotografías aéreas) |
| Boca oeste | 52°17′04″N 1°11′05″O / 52.284569, -1.184721                       |
| Punto medio | 52°16′58″N 1°10′21″O / 52.282915, -1.172447                       |
| Boca este | 52°16′53″N 1°09′28″O / 52.281272, -1.157869                       |

| Punto       | Coordenadas (Con enlaces a mapas y fuentes de fotografías aéreas) |
| ----------- | ----------------------------------------------------------------- |
| Boca oeste  | 52°17′04″N 1°11′05″O / 52.284569, -1.184721                       |
| Punto medio | 52°16′58″N 1°10′21″O / 52.282915, -1.172447                       |
| Boca este   | 52°16′53″N 1°09′28″O / 52.281272, -1.157869                       |